# In Tempus Praesens
In Tempus Praesens est le second concerto pour violon et orchestre de Sofia Goubaïdoulina, composé en 2006-2007 et créé par sa dédicataire Anne-Sophie Mutter au festival de Lucerne la même année.

## Analyse
Bien que présenté d'un seul tenant, le concerto s'articule néanmoins en cinq épisodes. Dans chacun d'eux s’opposent le registre aigu, symbolisant le ciel et le registre grave, symbolisant l'enfer avec les instruments comme les trombones, les tubas — dont trois tubas wagnériens — et les contrebassons. Dans ce combat entre l'ombre et la lumière, l'orchestre jouant le rôle du destin, l'unité divine est symbolisée par l'unisson, réalisé dans la transition du quatrième au cinquième épisode.

## Discographie
- In Tempus Praesens - Anne-Sophie Mutter, violon ; Orchestre symphonique de Londres, dir. Valeri Guerguiev (février 2008, DG 477 7450) (OCLC 273823837)
- In Tempus Praesens - Simone Lamsma, violon ; Orchestre philharmonique de la radio néerlandaise, dir. Reinbert de Leeuw (concert, 22 octobre 2011, SACD Challenge Records CC72681) (OCLC 989713111)
- In Tempus Praesens - Vadim Gluzman, violon ; Orchestre symphonique de Lucerne, dir. Jonathan Nott (16-17 mars 2011, BIS CD-1752) (OCLC 871459397)